# Bon Voyage (2003)
Bon Voyage ist ein französischer Spielfilm von Jean-Paul Rappeneau aus dem Jahr 2003.

## Handlung
Der Film spielt im Jahre 1940 in Frankreich am Vorabend der deutschen Besatzung. Der junge Schriftsteller Fréderic Auger ist in die Schauspielerin Viviane Denvers verliebt. Als diese eines Tages in ihrer Wohnung eine Leiche entdeckt, bittet sie Fréderic, ihr zu helfen und die Leiche fortzuschaffen. Als Fréderic die Leiche in seinem Auto beseitigen möchte, fährt er nachts bei Regen gegen eine Polizei-Notrufsäule. Durch die Wucht des Aufpralls öffnet sich der Kofferraum und die darin befindliche Leiche wird den Passanten sichtbar. Fréderic wird verhaftet und gilt für die Polizei als der mutmaßliche Mörder.
Fréderic kann aus dem Gefängnis ausbrechen und den Zug nach Bordeaux nehmen. Auf der Fahrt lernt er den Physikprofessor Kopolski und seine attraktive Studentin Camille kennen. Die beiden haben eine Atombombe entwickelt und möchten nicht, dass ihre Pläne in die Hände der Nazis geraten. Während Frankreich von nun an unter nationalsozialistischer Besatzung steht, müssen sich die Protagonisten entscheiden, ob sie sich dem Widerstand anschließen oder emigrieren. Fréderic, der sich in Camille verliebt hat, flieht nach England, während Camille in Frankreich bleibt. 1942 treffen sich die beiden in einem Café wieder, werden von Deutschen verfolgt und flüchten sich gemeinsam in ein Kino, wo ein Film mit Viviane läuft.

## Hintergrund
Der Film ist sehr lose von Professor Lew Kowarskis Schmuggel und Rettung der damals weltweit einzigen Vorräte an schwerem Wasser aus Frankreich 1940 nach der Besetzung des Landes durch die Nazis inspiriert.

## Kritik
„Eine starbesetzte, aufwändig inszenierte Mischung aus Historiendrama und Komödie, in der das geschichtliche Umfeld lediglich Bühne für die wendungsreiche Handlung ist. Diese verrennt sich mitunter in Sackgassen, unterhält aber insbesondere durch einige parodistische Höhenflüge.“

## Synchronisation
Die deutsche Synchronfassung entstand im Jahr 2024 bei der TaunusFilm Synchron in Berlin. Das Dialogbuch schrieb Beate Klöckner, die auch die Dialogregie führte.
| Rolle                 | Darsteller          | Synchronsprecher   |
| --------------------- | ------------------- | ------------------ |
| Viviane Denvers       | Isabelle Adjani     | Alexandra Wilcke   |
| Jean-Étienne Beaufort | Gérard Depardieu    | Manfred Lehmann    |
| Camille               | Virginie Ledoyen    | Magdalena Höfner   |
| Raoul                 | Yvan Attal          | Henning Nöhren     |
| Frédéric Auger        | Grégori Derangère   | Dennis Herrmann    |
| Alex Winckler         | Peter Coyote        | Joachim Kretzer    |
| Professor Kopolski    | Jean-Marc Stehlé    | Lutz Riedel        |
| Jacqueline de Lusse   | Aurore Clément      | Elisabeth Günther  |
| Brémond               | Xavier de Guillebon | Armin Schlagwein   |
| Madame Arbesault      | Édith Scob          | Susanne von Medvey |
| Monsieur Girard       | Michel Vuillermoz   | Asad Schwarz       |